# Volkstaal (register)
Volkstaal of volksmond is volkse taal, die niet als "beschaafd" of niet als standaardtaal wordt beschouwd; in deze zin wordt het begrip doorgaans gebezigd voor taalgebruik dat ruwer en/of minder aanvaardbaar is dan de omgangstaal van alledag. Ook typisch streektaalgebonden taalelementen worden volkstaal genoemd.

## Register en volkstaal
Deze volkstaal is geen volledig taalsysteem maar bepaalt zich tot taalfragmenten, en dan met name woorden of uitdrukkingen. Het gaat om taalgebruik; preciezer: om het gebezigde taalregister. Drie verschillende registers voor een begroeting tussen twee mannen kunnen bijvoorbeeld zijn:
| neutraal/geaffecteerd | "Hallo, beste kerel!" |
| omgangstaal           | "Zo, ouwe jongen!"    |
| volkstaal             | "Hé, ouwe zak!"       |

## Kenmerken
Het laatste voorbeeld illustreert enkele kenmerken die typerend zijn voor volkstaal:
- Het taalgebruik is ruw, en kan taboewoorden (vaak met seksuele betekenis of bijklank) bevatten.
- Er kan een element van ironie in de taaluiting schuilgaan, waardoor bewust het tegengestelde wordt gezegd van wat men bedoelt. Waarschijnlijk beschouwt de spreker zijn gespreksgenoot helemaal niet als oud, noch als een sukkel: de kameraadschap wordt juist benadrukt door de, op het oog negatieve, woorden "ouwe zak".
- De uiting kan deel uitmaken van een "joking relationship", een relatie waarbij men overwegend communiceert door de boodschappen in een grappige, of als grappig bedoelde, vorm te presenteren.

Volkstaal heeft daarnaast nog andere kenmerken.
- De taaluiting kan gepaard gaan met een luide spreektoon.
- Andere taalelementen dragen bij aan het volkstaalkarakter, met name op het niveau van uitspraak en grammatica. Dit zijn niet elementen die uitsluitend in de volkstaal voorkomen; in de omgangstaal worden ze op vergelijkbare wijze gebruikt:

| omgangstaal | "Jan die hep gistere heppie z'n hoof gestote." |
| volkstaal   | "Jan die hep gistere heppie z'n kop gestote."  |

In beide gevallen is de uitspraak substandaard, al is dit in geschreven taal slechts gebrekkig weer te geven. In beide gevallen is ook de grammatica substandaard: er is een herhaald onderwerp ("Jan die"), en tevens worden onderwerp en hulpwerkwoord nog eens herhaald. Dit alles is voldoende om te waarborgen dat deze taaluiting omgangstaal is; volkstaal wordt zij als er ook nog het ruwere "kop" in voorkomt.

## Dialect en volkstaal
In streektalen komen volkstaalelementen voor, die niet als grof, maar wel als substandaard worden ervaren. Deze volkstaalelementen zijn specifiek voor de streektaal, en onderscheiden haar van de cultuurtaal. Het begrip "volkstaal" is zelfs wel (nagenoeg) synoniem gebruik met het begrip "streektaal", zoals in een boektitel als De Volkstaal van Katwijk aan Zee.
Toch is er verschil: streektalen hebben elementen gemeen met de cultuurtaal, en bevatten daarnaast specifiek volstalige elementen. De laatste kunnen bijvoorbeeld betreffen:
- een groot aantal woorden met een negatieve of juist positieve gevoelswaarde: bijvoorbeeld vele woorden die "man" of "vrouw" aanduiden, maar op een niet-neutrale manier;
- het behoud van speciale terminologie voor traditionele gebruiksvoorwerpen, maten en gewichten;
- concretisering: bij plant- en diersoorten wordt onderscheiden tussen subsoorten, terwijl het algemene woord minder in gebruik is; ook wordt het woord plant wel gereserveerd voor planten die daadwerkelijk geplant zijn, en dus niet op onkruid toegepast.